# Corydalus nubilus
Corydalus nubilus là một loài côn trùng trong họ Corydalidae thuộc bộ Megaloptera. Loài này được Erichson in Schomburgk miêu tả năm 1848.